# Querschlag

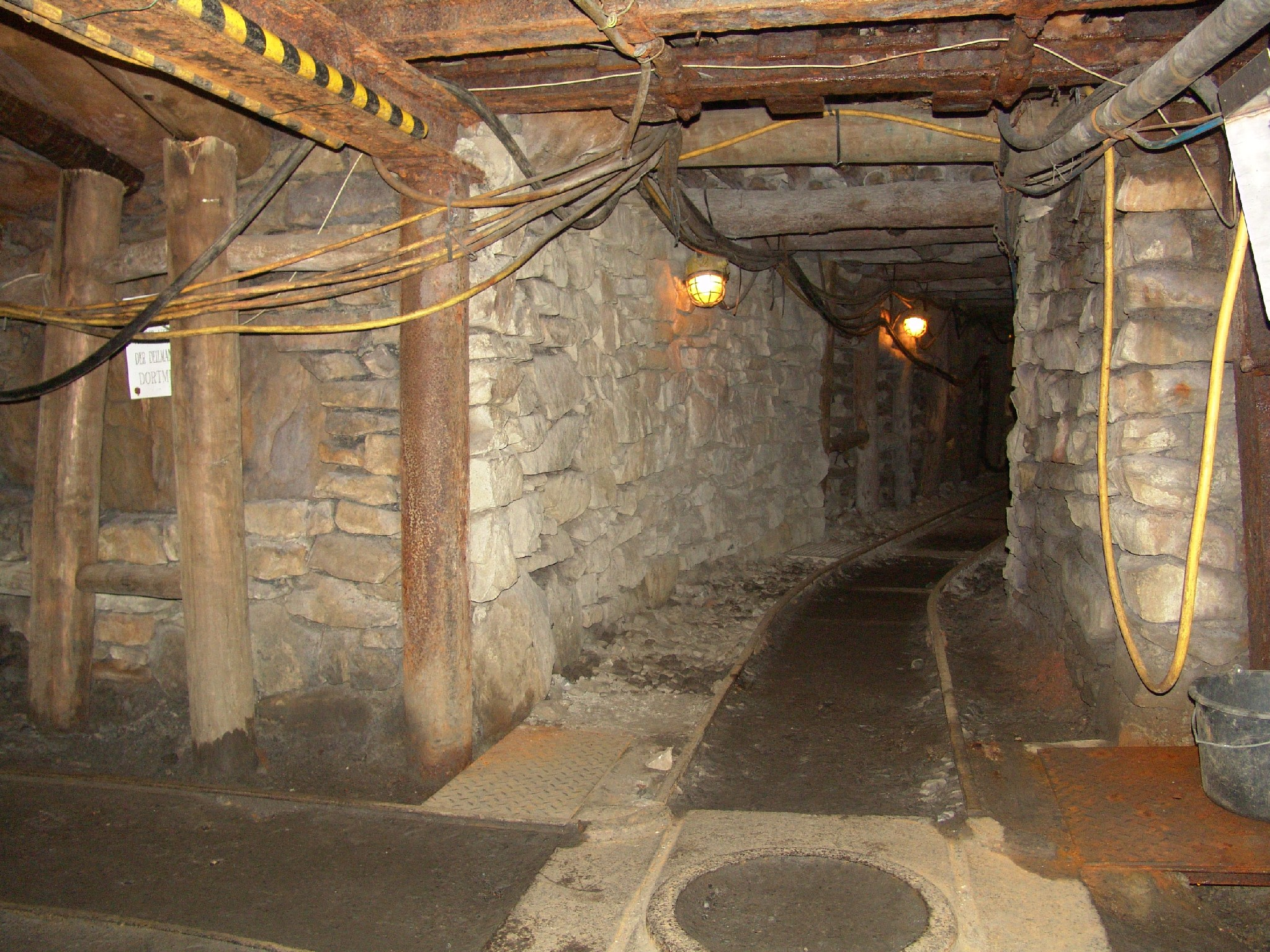
Geradeaus verläuft die Richtstrecke im LWL-Industriemuseum Zeche Nachtigall, am Wechsel im Vordergrund geht nach links der Querschlag ab.

Der Querschlag ist ein horizontaler Grubenbau, der in der Regel von einer Richtstrecke aus rechtwinklig zum Verlauf einer Lagerstätte aufgefahren wird und diese nur punktuell aufschließt. Bedingt durch die geologischen Verhältnisse – Streichen und Einfallen der Gebirgsschichten, die das Nebengestein bilden – verläuft ein Querschlag im Steinkohlenbergbau rechtwinklig zum Streichen des Nebengesteins. Der Querschlag hat keine direkte Verbindung nach über Tage, im Gegensatz zum Stollen. Querschläge finden auch als Verbindung zwischen zwei oder mehr getrennten Röhren von Tunneln Verwendung.

## Grundlagen
Flach fallende und massige Lagerstätten können vom Schacht ausgehend mit Vorrichtungsstrecken ausgerichtet werden. Bei steil einfallenden Lagerstätten ist dies nicht möglich, sie müssen mittels Querschlägen ausgerichtet werden. Querschläge werden in der Regel im Quergestein annähernd rechtwinklig zur Streichrichtung der Lagerstätte getrieben. Beim Gangerz richtet sich der Querschlag immer nach der Streichrichtung der Lagerstätte und hat daher keinen Bezug zum Streichen des Nebengesteins. Der Abstand und die Lage der einzelnen Querschläge hängen von den örtlich vorhandenen geologischen Gegebenheiten ab. Im Ruhrbergbau variiert der Abstand der einzelnen Querschläge eines Bergwerks von mehreren hundert Metern bis zu 2,5 Kilometer. Bei tonnlägigen Schächten sind Querschläge in der Regel nicht erforderlich. Sind jedoch noch weitere Lagerstättenteile oberhalb oder unterhalb vorhanden, ist auch bei tonnlägigen Schächten das Auffahren von Querschlägen erforderlich.

## Unterteilung der Querschläge
Je nach Größe des Grubenfeldes wird eine unterschiedliche Anzahl von Querschlägen benötigt. In größeren Bergwerken werden vom Schacht ausgehend mehrere Hauptquerschläge aufgefahren. In den einzelnen Bauabteilungen werden je nach Ausrichtung mehrere Abteilungsquerschläge aufgefahren. Zur Bewetterung werden Wetterquerschläge aufgefahren. Zusätzlich gibt es noch Sumpfquerschläge, Ortsquerschläge und Rohrquerschläge. Bei flözartigen Lagerstätten gehen die Querschläge durch den ganzen Gebirgskörper. Um zusätzliche Sicherheitspfeiler zu sparen, werden die Querschläge auf den unterschiedlichen Sohlen in derselben Seigerebene aufgefahren.

### Hauptquerschläge
Hauptquerschläge verbinden das Füllort des Schachtes mit den jeweiligen Richtstrecken. Hauptquerschläge haben die gleichen Aufgaben wie der Schacht und können somit als die söhlige Fortsetzung des Schachtes betrachtet werden. Da durch die Hauptquerschläge die Hauptwetterströme in das Grubenfeld geführt werden, müssen sie einen genügend großen Querschnitt besitzen. Zur Streckenförderung werden sie zumindest zweispurig ausgebaut. Sie werden entweder bis zur Markscheide oder bis zum letzten bauwürdigen Flöz geführt. Zur Wasserableitung werden im Bereich der Stösse Wasserseigen angebracht. Sie werden nur mit einem sehr leichten Ansteigen aufgefahren.

### Abteilungsquerschläge
Abteilungsquerschläge teilen das Baufeld in einzelne Abschnitte auf, die Bauabteilungen genannt werden. Diese Abteilungsquerschläge werden insbesondere in Lagerstätten mit hohem Gebirgsdruck oder stark ausgasendem Gebirge verwendet. Insbesondere im Steinkohlenbergbau ist die Aufteilung des Wetterstroms erforderlich, um die Ansammlung von Schlagwettern zu minimieren. Bei steiler Lagerung ermöglichen die Abteilungsquerschläge, dass in der jeweiligen Abteilung Nachbarflöze gleichzeitig abgebaut werden können. Da Abteilungsquerschläge jeweils nur eine Flözgruppe zusammenfassen, sind sie in der Regel kürzer als Hauptquerschläge. Sie werden mit einem leichten Ansteigen von 1:200 aufgefahren. Da durch einen Abteilungsquerschlag nur Teilströme der Bewetterung gehen, kann der Querschnitt kleiner als bei Hauptquerschlägen ausfallen. Der Abstand der Abteilungsquerschläge richtet sich nach Länge der jeweiligen Bauabteilungen.

### Wetterquerschläge
Wetterquerschläge werden in einem Grubenfeld aufgefahren, um die Wetterführung der einzelnen Betriebe zu ermöglichen. Die Wetterquerschläge befinden sich in der Regel auf der jeweiligen Wettersohle des Bergwerks. Durch die Wetterquerschläge werden die Abwetter der einzelnen Baufelder geleitet. Wetterquerschläge werden entweder neu aufgefahren oder bei länger in Betrieb befindlichen Bergwerken werden die früheren Förderquerschläge als Wetterquerschlag genutzt. Aufgrund der Abbaueinwirkungen und der dadurch entstehenden Konvergenz neigen Wetterquerschläge dazu, stark zusammenzugehen. Damit eine genügend große Abwettermenge durch die Wetterquerschläge geführt werden kann, werden diese bei Bedarf wieder instand gesetzt. Dazu muss das Liegende gesenkt werden und der defekte Streckenausbau ersetzt werden. Dabei wird meistens auch der Querschnitt des Querschlags erweitert. Bei Querschlägen mit geringem Abstand werden zur Verlängerung der streichenden Baulänge die Abbaubetriebe so ausgerichtet, dass zwischen drei Querschlägen befindliche Baulängen auf einmal abgebaut werden. Der mittlere Querschlag dient dabei als Wetterquerschlag. Wenn das Grubenfeld in querschlägiger Richtung langgestreckt ist oder wenn sich der Schacht ziemlich weit an einer Feldesgrenze befindet, werden Wetterquerschläge abgesetzt aufgefahren.

### Sonstige Querschläge
Sumpfquerschläge dienen dazu, zusammen mit den Sumpfstrecken ein Streckennetz unterhalb der tiefsten Fördersohle zu bilden. Dieses Streckennetz dient dazu, das Grubenwasser zu sammeln. Durch Rohrquerschläge werden die Steigeleitungen der Wasserhaltungspumpen geführt. Diese Querschläge haben nur einen kleinen Querschnitt. Bei dampfangetriebenen Pumpen wurden auch die Dampfleitungen durch den Rohrquerschlag geführt und die heißen Abwetter des Maschinenraumes abgeführt. Wenn im Bereich des Abbaus mehrere Betriebe miteinander verbunden werden müssen, werden diese mit Ortsquerschlägen verbunden. Diese Ortsquerschläge sind kleine Querschläge, die auch zur Anbindung an einen gemeinsam genutzten Bremsschacht dienen. Bei der Bremsbergförderung werden ansteigende Querschläge benötigt. Dies sind Querschläge, die mehr oder weniger rechtwinklig gegen das Schichtfallen aufgefahren werden.